# Omloop van het Waasland 2018
De 54e editie van de Belgische wielerwedstrijd Omloop van het Waasland vond plaats op 11 maart 2018. De start en finish vonden plaats in Kemzeke. Deze editie werd gewonnen door Benjamin Verraes, gevolgd door Dieter Bouvry en Daan Hoole.

## Uitslag
| Omloop van het Waasland 2018 |                        |                                             |          |
| Plaats                       | Naam                   | Ploeg                                       | Tijd     |
| Winnaar                      | Benjamin Verraes       | VDM Van Durme Michiels-Trawobo Cycling Team | 3u40'06" |
| 2                            | Dieter Bouvry          | Cibel-Cebon                                 | z.t.     |
| 3                            | Daan Hoole             | Seg Racing Acadmy                           | z.t.     |
| 4                            | Erlend Blikra          | Team COOP                                   | z.t.     |
| 5                            | Roy Jans               | Cibel-Cebon                                 | z.t.     |
| 6                            | Erik Nordsaeter Resell | Uno-x Norwegian Development Team            | z.t.     |
| 7                            | Ylber Sefa             | Tarteletto-Isorex                           | z.t.     |
| 8                            | Pieter Jacobs          | Hubo-Aerts Action Bike                      | z.t.     |
| 9                            | Dennis Coenen          | Cibel-Cebon                                 | 15"      |
| 10                           | Louis Bendixen         | Team COOP                                   | 21"      |

1965 · 1966 · 1967 · 1968 · 1969 · 1970 · 1971 · 1972 · 1973 · 1974 · 1975 · 1976 · 1977 · 1978 · 1979 · 1980 · 1981 · 1982 · 1983 · 1984 · 1985 · 1986 · 1987 · 1988 · 1989 · 1990 · 1991 · 1992 · 1993 · 1994 · 1995 · 1996 · 1997 · 1998 · 1999 · 2000 · 2001 · 2002 · 2003 · 2004 · 2005 · 2006 · 2007 · 2008 · 2009 · 2010 · 2011 · 2012 · 2013 · 2014 · 2015 · 2016 · 2017 · 2018 · 2019 · 2020 · 2021 · 2022 · 2023 · 2024